# Kolokan
Kolokan est une localité située dans le département de Madouba de la province de la Kossi dans la région de la Boucle du Mouhoun au Burkina Faso.

## Géographie
La commune est traversée par la route nationale 14, et constitue la dernière localité avant la frontière malienne.